# OpenOffice Math
OpenOffice Math (dawniej OpenOffice.org Math) – moduł pakietu biurowego Apache OpenOffice do tworzenia formuł matematycznych.
OpenOffice Math jest dostępny zarówno jako samodzielny moduł, jak i z poziomu innych aplikacji pakietu. Program pracuje w mieszanym trybie tekstowo-graficznym – w oknie tekstowym wpisywane są za pomocą języka mnemonicznego polecenia, które są przetwarzane na graficzny obraz formuły – lista poleceń obejmuje ok. 200 pozycji. Polecenia można wpisywać ręcznie lub wprowadzać je za pomocą menu kontekstowego.
Math jest w stanie zapisywać formuły w postaci dokumentów OpenDocument, dokumentów z formułami, a także eksportować pliki w formacie XML-owego formatu MathML.